# Статсмен (округ, Північна Дакота)
Шаблон:StateAbbr_ 46°59′ пн. ш. 98°58′ зх. д. / 46.98° пн. ш. 98.96° зх. д.
Округ  Статсмен (англ. Stutsman County) — округ (графство) у штаті  Північна Дакота, США. Ідентифікатор округу 38093.

## Історія
Округ утворений 1873 року.

## Демографія
За даними перепису 
2000 року 
загальне населення округу становило 21908 осіб, зокрема міського населення було 15488, а сільського — 6420.
Серед мешканців округу чоловіків було 10758, а жінок — 11150. В окрузі було 8954 домогосподарства, 5648 родин, які мешкали в 9817 будинках.
Середній розмір родини становив 2,89.
Віковий розподіл населення поданий у таблиці:
| Стать    | До 15 років | 15-21 | 22-29 | 30-39 | 40-49 | 50-65 | 65-85 | Понад 85 |
| -------- | ----------- | ----- | ----- | ----- | ----- | ----- | ----- | -------- |
| Чоловіки | 2099        | 1306  | 914   | 1398  | 1834  | 1658  | 1394  | 155      |
| Жінки    | 1910        | 1220  | 855   | 1404  | 1729  | 1719  | 1874  | 439      |

## Суміжні округи
- Фостер — північ
- Гріггс — північний схід
- Барнс — схід
- Ламур — південний схід
- Логан — південний захід
- Кіддер — захід
- Веллс — північний захід

## Виноски
1. ↑  US Decennial Census. US Census Bureau. Архів оригіналу за 12 травня 2015. Процитовано 1 лютого 2015.
2. ↑  Historical Census Browser. University of Virginia Library. Архів оригіналу за 11 серпня 2012. Процитовано 1 лютого 2015.
3. ↑  Forstall, Richard L., ред. (20 квітня 1995). Population of Counties by Decennial Census: 1900 to 1990. US Census Bureau. Архів оригіналу за 5 березня 2015. Процитовано 1 лютого 2015.
4. ↑  Census 2000 PHC-T-4. Ranking Tables for Counties: 1990 and 2000 (PDF). US Census Bureau. 2 квітня 2001. Архів оригіналу (PDF) за 18 грудня 2014. Процитовано 1 лютого 2015.
5. ↑  State & County QuickFacts. Бюро перепису населення США. Архів оригіналу за 20 липня 2011. Процитовано 1 листопада 2013. [Архівовано 2011-08-28 у Wayback Machine.](англ.) Наведено за англійською вікіпедією.
6. ↑  American FactFinder. Бюро перепису населення США. Архів оригіналу за 26 лютого 2012. Процитовано 31 січня 2008. [Архівовано 2008-05-21 у Wayback Machine.]

| США | Це незавершена стаття з географії США. Ви можете допомогти проєкту, виправивши або дописавши її. |